# 델타 포스: 블랙 호크 다운
델타 포스: 블랙 호크 다운(Delta Force: Black Hawk Down, DFBHD)는 실제 소말리아 내전중 1992년부터 1993년사이에 행해진 미군의 군사작전을 기반으로 한 델타 포스 시리즈의 6번째 시리즈이다. 마이크로소프트 윈도우(2003년 3월 24일), 매킨토시(2004년 6월 21일), 플레이스테이션 2(2005년 7월 27일), 엑스박스(2006년 9월 8일)로 발매되었다.

## 개요
부제목이 마크 보우든의 책과 리들리 스콧의 영화의 제목과 같은 《델타 포스: 블랙 호크 다운》은 소말리아에서의 유엔이 행한 평화 임무 중 1992년부터 1993년까지 행해졌던 군사 작전을 나열한다. 플레이어는 각 주어진 임무에 따라 델타 포스, 미국 75 레인저 연대, 10 산악 사단의 일원으로서 행동한다. 1차 모가디슈 전투를 재현하였으며, 마지막 임무인 Aidid Takedown 에이디드 테이크다운[*]은 가상의 작전으로, 아군의 도움으로 받아 지하 기지에 있는 모하메드 파라 아이디드를 암살하는 것이 목적인데, 실제로 그는 1996년 살해당했고, 개리슨 장군은 아이디드가 피살된 이튿날에 퇴역했다.

## 확장팩
2004년 1월 20일에 발매된 공식 확장팩인 《델타 포스: 블랙 호크 다운 - 팀 세이버》는 마약과의 전쟁과 테러와의 전쟁을 게임의 주제로 다루고, 가상의 콜롬비아의 마약 거래 조직과 이란의 테러 조직을 소탕하기 위해 전쟁을 벌인다는 줄거리를 가진다. 추가된 요소로는 영국의 SAS와 새로운 7개의 무기(화기 3개, 장비 4개), 그리고 사막과 정글 지형이 추가되었다. 원본의 데이터에 의존하는 에드온 방식으로, 추가된 3개의 화기의 경우, 원본의 싱글 플레이에서도 사용할 수 있다. 전체적으로 원본에 비해 난이도가 높아졌다. 대한민국에는 윈도판만이 3월 17일에 동서게임채널에서 배급되었다.
콘솔 게임으로 포팅된 플랫폼은 플레이스테이션 2가 전부로, 팀 세이버의 플레이스테이션 2판은 리벨리온 디벨로프먼츠에서 개발을 담당하였다. 그리고 노바로직과 시에라 엔터테인먼트에서 배급을 맡아 2006년 10월에 발매되었다.

## 평가
| 평론 점수 평론사 점수 PC PS2 엑스박스 에지 7/10 [ 1 ] 4/10 [ 2 ] N/A 유로게이머 7/10 [ 3 ] N/A N/A 게임 인포머 N/A 6.75/10 [ 4 ] 6.75/10 [ 4 ] 게임 레볼루션 N/A D+ [ 5 ] D+ [ 5 ] 게임프로 [ 6 ] N/A N/A 게임스팟 5.6/10 [ 7 ] 5.7/10 [ 8 ] 5.7/10 [ 8 ] 게임스파이 [ 9 ] [ 10 ] [ 11 ] 게임트레일러스 N/A N/A 7.2/10 [ 12 ] 게임존 N/A 6/10 [ 13 ] 6.9/10 [ 14 ] IGN 8.9/10 [ 15 ] 5.5/10 [ 16 ] 6.8/10 [ 17 ] OXM (US) N/A N/A 6.2/10 [ 18 ] PC 게이머 (US) 79% [ 19 ] N/A N/A PSM N/A 5.5/10 [ 20 ] N/A The Cincinnati Enquirer [ 21 ] N/A N/A Detroit Free Press N/A N/A [ 22 ] 통합 점수 메타크리틱 77/100 [ 23 ] 58/100 [ 24 ] 61/100 [ 25 ] |        |         |          |
| 평론 점수 |        |         |          |
| 평론사 | 점수   | 점수    | 점수     |
| 평론사 | PC     | PS2     | 엑스박스 |
| 에지 | 7/10   | 4/10    | N/A      |
| 유로게이머 | 7/10   | N/A     | N/A      |
| 게임 인포머 | N/A    | 6.75/10 | 6.75/10  |
| 게임 레볼루션 | N/A    | D+      | D+       |
| 게임프로 | [ 6 ]  | N/A     | N/A      |
| 게임스팟 | 5.6/10 | 5.7/10  | 5.7/10   |
| 게임스파이 | [ 9 ]  | [ 10 ]  | [ 11 ]   |
| 게임트레일러스 | N/A    | N/A     | 7.2/10   |
| 게임존 | N/A    | 6/10    | 6.9/10   |
| IGN | 8.9/10 | 5.5/10  | 6.8/10   |
| OXM (US) | N/A    | N/A     | 6.2/10   |
| PC 게이머 (US) | 79%    | N/A     | N/A      |
| PSM | N/A    | 5.5/10  | N/A      |
| The Cincinnati Enquirer | [ 21 ] | N/A     | N/A      |
| Detroit Free Press | N/A    | N/A     | [ 22 ]   |
| 통합 점수 |        |         |          |
| 메타크리틱 | 77/100 | 58/100  | 61/100   |

## 같이 보기
- 소말리아 내전
- 1차 모가디슈 전투
- 블랙 호크 다운 (영화, 책)